# Гордон, Джордж, 15-й граф Сазерленд
Джордж Гордон, 15-й граф Сазерленд (англ. George Gordon, 15th Earl of Sutherland; 2 ноября 1633 — 4 марта 1703) — шотландский аристократ.

## Биография
Родился 2 ноября 1633 года. Второй сын Джона Гордона, 14-го графа Сазерленда (1609—1679), и его первой жены, леди Джин Драммонд (1609—1637), дочери Джеймса Драммонда, 1-го графа Перта, и леди Изабель Сетон. После того, как его старший брат Джон умер в 1637 году, он использовал титул учтивости — лорд Стратнавер в качестве наследника своего отца.
В 1662 году он принял на себя управление землями своего отца. 14 октября 1679 года после смерти своего отца Джордж Гордон унаследовал титул 15-го графа Сазерленда (Пэрство Шотландии). Уже в июне 1680 года он передал управление своими землями своему сыну в обмен на годовую ренту в 8000 мерков. Впоследствии он путешествовал по Европе и жил со своей женой в Роттердаме в 1685 году.
По случаю Славной революции 1688 года лорд Сазерленд вернулся на родину, возможно, даже в окружении Вильгельма Оранского. Комиссар Большой печати Шотландии (1689) и член Тайного совета Шотландии (1689).

## Личная жизнь
11 августа 1659 года Джордж Гордон женился на леди Джин Уэмисс (19 июня 1629 — 5 января 1715), дочери Дэвида Уимса, 2-го графа Уимса (1610—1679), и его первой жены Энн Бальфур (? — 1649). У супругов было двое детей:
- Генерал-лейтенант Джон Сазерленд, 16-й граф Сазерленд (3 марта 1661 — 27 июня 1733)[1]
- Леди Энн Гордон (14 августа 1663 — июнь 1695)[1], она вышла замуж за Роберта Арбатнота, 3-го виконта Арбатнота (1663—1694).

Лорд Сазерленд скончался 4 марта 1703 года в возрасте 69 лет. Он был похоронен в Холирудском аббатстве в Эдинбурге. Его богато украшенный памятник работы Джеймса Смита стоит на северной стене.